# Сорокуш жовтоокий
Сороку́ш жовтоокий (Thamnophilus unicolor) — вид горобцеподібних птахів родини сорокушових (Thamnophilidae). Мешкає в Колумбії, Еквадорі і Перу.

## Опис
Самець темно-сірий, голова темніша. Іноді рулові пера поцятковані білими плямками. Самиця має сіре обличчя, каштанову верхню частину тіла і охристу ніжню частину тіла. Очі жовтуваті, лапи чорні. Забарвлення молодих птахів подібне до забарвлення самиць. 

## Підвиди
Виділяють три підвиди:
- T. u. unicolor (Sclater, PL, 1859) — західний Еквадор;
- T. u. grandior Hellmayr, 1924 — Колумбія, східний Еквадор, північне Перу;
- T. u. caudatus Carriker, 1933 — східні схили Перуанських Анд.

## Поширення і екологія
Жовтоокі сорокуші живуть в гірських тропічних лісах Анд на висоті від 1200 до 2300 м над рівнем моря.